# Kathreen Khavari
Kathren Aziz Khavari (en persa: کاترین خاوری‎; nacida el 23 de junio de 1983) es una actriz, escritora y productora estadounidense que llamó la atención por primera vez cuando su sketch Brain of Terror, en el que interpretó once personajes diferentes, se volvió viral después de aparecer en Upworthy. Es conocida por su papel de Patricia en Insecure de HBO, Samantha en Big Little Lies de HBO y por interpretar a Ms. Marvel en varias series animadas y videojuegos de Marvel Entertainment.

## Primeros años
Khavari nació y creció en Oakland, California, de padres inmigrantes iraníes. Después de graduarse de Skyline High School, asistió a la Universidad de California en Berkeley, donde estudió salud pública y luego obtuvo una maestría de la Escuela de Higiene y Medicina Tropical de Londres en Control de Enfermedades Infecciosas.

## Carrera
Khavari se dio cuenta de que la pasión de su infancia por la actuación era inquebrantable y, al regresar a casa desde Londres, aceptó pequeños trabajos de actuación mientras trabajaba en el campo de la salud pública. Hizo su debut off- Broadway en “You Are Dead, You Are Here” en el Here Arts Center de Nueva York.
En respuesta a la "prohibición musulmana" de Trump, Khavari fue noticia en el estreno de Big Little Lies cuando usó un vestido que decía "Mi madre inmigrante iraní enseña a leer a sus hijos".
Los sketches satíricos de Khavari, que publicó en su canal de YouTube Brain of Terror, abordaban diversos temas de justicia social, incluido el control de armas, la islamofobia, los derechos reproductivos de las mujeres y la brutalidad policial contra los hombres negros en Estados Unidos.
En 2022, fue la voz de Badyah Hassan en la serie animada de Netflix Dead End: El parque del terror. También fue anunciada como la voz de un nuevo robot de Transformers, Twitch, en la serie de Nickelodeon transformers: La chispa de la Tierra.
El piloto de Khavari con sede en Oakland, Embrace, debutó en el Festival de Cine de Sundance 2020 en su categoría Indie Episodic. El piloto también ganó el Premio del Jurado del Concurso de Pilotos Episódicos en SXSW “por su originalidad de voz, su descripción de personajes y relaciones que son a la vez enigmáticas y atractivas, además de contar una historia absorbente en un mundo nunca visto en televisión en el momento." 

## Filmografía

### Películas
| Año  | Título    | Papel                                          | Director          |
| ---- | --------- | ---------------------------------------------- | ----------------- |
| 2020 | The Night | Elahe                                          | Kourosh Ahari     |
| 2016 | Mascots   | Bosphorus Cooper (Recepcionista de Las Palmas) | Christopher Guest |

### Televisión
| Año       | Título                                  | Papel                                              | Notas                         |
| --------- | --------------------------------------- | -------------------------------------------------- | ----------------------------- |
| 2011      | Love Bites                              | Joven abogada                                      | Episodio: "Firsts"            |
| 2011      | Blue Bloods                             | Alya Demir (sin acreditar)                         | Episodio: "Thanksgiving"      |
| 2013      | Famous Farrah                           | Farrah Satrapi/ “Dorian Plague”                    | Protagonista                  |
| 2016-2018 | Los Vengadores unidos                   | Ms. Marvel / Kamala Khan (voz)                     | Recurrente                    |
| 2016-2018 | Insecure                                | Patricia                                           | Recurrente                    |
| 2017      | Big Little Lies                         | Samantha                                           | Recurrente                    |
| 2017      | Ginger Snaps                            | Animadora #1 (voz)                                 | Recurrente                    |
| 2017      | Be Cool, Scooby-Doo!                    | Zara (voz)                                         | Episodio: "Protein Titans 2"  |
| 2017-2018 | Marvel Future Avengers                  | Ms. Marvel / Kamala Khan, Muneeba Khan (voz)       | Recurrente, doblaje en inglés |
| 2018      | Stretch Armstrong and the Flex Fighters | Young Riya Dashti (voz)                            | 2 episodios                   |
| 2018      | Marvel Rising: Initiation               | Ms. Marvel / Kamala Khan (voz)                     | Película de televisión        |
| 2018      | Marvel Rising: Secret Warriors          | Ms. Marvel / Kamala Khan, Mom (voz)                | Película de televisión        |
| 2018      | Marvel Rising: Chasing Ghosts           | Ms. Marvel / Kamala Khan (voz)                     | Película de televisión        |
| 2018      | Spider-Man                              | Ms. Marvel / Kamala Khan, Shannon Stillwell (vozs) | Recurrente                    |
| 2019      | Marvel Rising: Heart of Iron            | Ms. Marvel / Kamala Khan (voz)                     | Película de televisión        |
| 2019      | Marvel Rising: Battle of the Bands      | Ms. Marvel / Kamala Khan (voz)                     | Película de televisión        |
| 2019      | Marvel Rising: Operation Shuri          | Ms. Marvel / Kamala Khan (voz)                     | Película de televisión        |
| 2020      | Embrace                                 | Co-writer (with Chuck Neal) and star               | Protagonista                  |
| 2022      | Dead End: El parque del terror          | Badyah (voz)                                       | Serie original de Netflix     |
| 2022      | transformers: La chispa de la Tierra    | Twitch Malto (voz)                                 | Protagonista                  |

### Videojuegos
| Año  | Título                                      | Papel                    |
| ---- | ------------------------------------------- | ------------------------ |
| 2018 | Marvel Battle Lines                         | Ms. Marvel / Kamala Khan |
| 2019 | Marvel Ultimate Alliance 3: The Black Order | Ms. Marvel / Kamala Khan |
| 2021 | Destruction AllStars                        | Tw!nkleR10t              |